# Мессаадін
Мессаадін (араб. المسعدين) — місто в Тунісі у регіоні Сахель. Входить до складу вілаєту Сус. Станом на 2004 рік тут проживало 8 444 особи.